# Owain Yeoman
Owain Yeoman (Chepstow, 2 juli 1978) is een Welsh acteur. Yeoman studeerde theater aan de Royal Academy of Dramatic Art in Londen. Hij haalde een diploma in de Engelse literatuur aan Brasenose College, Oxford
Yeoman maakte zijn filmdebuut als Lysander in de film Troy. Hij had ook een kleine rol in Broken Lizards film Beerfest een gastrol in een aflevering van Midsomer Murders. Hij speelde een model T-888 Terminator in de pilotaflevering van Terminator: The Sarah Connor Chronicles. Hij is ook te zien in de series The Nine, Kitchen Confidential, Generation Kill. Van 2008 tot 2015 was hij te zien in The Mentalist.

## Privé
Yeoman trouwde op 9 december 2006 met actrice Lucy Davis in de St Paul's Cathedral in Londen, maar hun huwelijk liep in 2011 stuk. Hij trouwde in 2013 voor de tweede keer, met Gigi Yallouz.
- International Standard Name Identifier: 0000 0003 7206 3556
- Library of Congress Control Number: no2011128621
- Virtual International Authority File: 178532040
- WorldCat: E39PBJdcB6KtT6pQFvtDGvxxDq